# Sonnac (Aveyron)
Sonnac – miejscowość i gmina we Francji, w regionie Oksytania, w departamencie Aveyron. W 2013 roku jej populacja wynosiła 497 mieszkańców. 